# Distretto di Characato
Il distretto di Characato è un distretto del Perù nella provincia di Arequipa (regione di Arequipa) con 6.726 abitanti al censimento 2007 dei quali 5.957 urbani e 769 rurali.
È stato istituito fin dall'indipendenza del Perù.